# Brachiaria
Brachiaria is een geslacht uit de grassenfamilie (Poaceae). De soorten van dit geslacht komen voor in Afrika en het Middellandse Zeegebied.
Grote delen van de tropen, vooral in de Neotropen, zijn omgevormd tot weilanden met varianten van Urochloa. Het liet landbouw en veeteelt toe in regio's die voorheen niet in aanmerking kwamen: in Brazilië alleen werd 80 miljoen hectare beplant met Urochloa-grassen.

## Soorten
- Brachiaria ophryodes Chase